# Copa Rio Sul de Futsal de 2023
A Copa Rio Sul de Futsal de 2023, foi a 29ª edição da Copa Rio Sul de Futsal. Disputaram a final desta edição Três Rios e Mendes. A equipe de Mendes chegou ao Terceiro título de sua história após A virada nos últimos 50 segundos para o fim da partida, com a falha do goleiro de três rios Mendes faz o 4 e logo depois para fechar o caixão Mendes faz o 5 em Valença. Três rios que tinha a vantagem do empate perde a partida nós 50 segundos finais, ficou com o troféu da edição. 